# 哈弗斯泰因島
哈弗斯泰因島（英語：Havstein Island）是南極洲的島嶼，處於洛角以北3公里和布羅卡島以東2公里，長6公里、寬4公里，根據挪威探險隊拍攝的空中照片繪入地圖，現時由南極條約體系管理。